# Lauren Lyle
Lauren Lyle (Escocia; 12 de julio de 1993) es una actriz británica conocida por su papel recurrente como "Marsali MacKimmie Fraser", en el drama televisivo Outlander del canal Starz.

## Carrera
En 2016 apareció como invitada en un episodio de la decimoctava temporada de la serie médica Holby City donde dio vida a Katherine Rice.
En el 2017 se unirá al elenco invitado de la tercera temporada de la popular serie Outlander donde interpretará a Marsali MacKimmie, una de las hijas de Laoghaire MacKenzie (Nell Hudson).
Ese mismo año se unirá al elenco de la nueva serie Broken.

## Filmografía

### Series de televisión
| Año             | Serie            | Personaje         | Notas                  |
| --------------- | ---------------- | ----------------- | ---------------------- |
| 2022            | "Karen Pirie"    | DC Karen Pirie    |                        |
| 2017 - presente | Outlander        | Marsali MacKimmie | -                      |
| 2017 - presente | Broken           | -                 | -                      |
| 2016            | Holby City       | Katherine Rice    | episodio "Who You Are" |
| 2015            | BBC Comedy Feeds | Lauren            | episodio "Radges"      |

### Películas
| Año  | Título                         | Personaje     | Notas                                                                                               |
| ---- | ------------------------------ | ------------- | --------------------------------------------------------------------------------------------------- |
| 2024 | Carnada                        | Lizzie        | junto a Nicole Rieko, Natalie Mitson, Ellouise Shakespeare-Hart                                     |
| 2018 | Tell It to the Bees            | Annie Cranmer | junto a Holliday Grainger, Anna Paquin, Emun Elliott, Kate Dickie y Rebecca Hanssen                 |
| 2015 | ...And You're Back in the Room |               | junto a Debbie Christie y Nicolas Pimparé                                                           |
| 2015 | The New Hope                   | Damisela      | junto a Dennis Chua, Deanne Cunningham, Greg Rowe, Andrew Slater, Alexandra Brown y James Pitman    |
| 2014 | Office Ugetsu                  | Annie         | corto - junto a Nicolas Pimparé, Shaun Oxenham, Stine Olsen y Ben Grady                             |
| 2014 | The Crucible                   | -             | junto a Richard Armitage, Harry Attwell, Samantha Colley, Jack Ellis, William Gaunt y Natalie Gavin |
| 2013 | WhosApp                        | Grace Timms   | corto - junto a Yusuf Bhaimia, Alana Henderson y Zoe Zak                                            |
| 2024 | The Outrun                     | Julie         | junto a Saoirse Ronan                                                                               |

### Escritora
| Año  | Título                         | Notas |
| ---- | ------------------------------ | ----- |
| 2015 | ...And You're Back in the Room | -     |

### Teatro
| Año | Obra               | Personaje          | Director    | Teatro              | Notas |
| --- | ------------------ | ------------------ | ----------- | ------------------- | ----- |
| -   | Wuthering Heights  | Cathy              | Emily Lin   | Ambassadors Theatre | -     |
| -   | Consensual         | Diane              | Pia Furtado | Ambassadors Theatre | -     |
| -   | Merchant of Venice | Príncipe de Aragón | Anna Niland | Ambassadors Theatre | -     |